# Laze (Ivanóc)
Laze (horvátul: Srijemske Laze, szerbül: Сремске Лазе) szerb nemzetiségű falu Horvátországban Vukovár-Szerém megyében. Közigazgatásilag Ivanóchoz tartozik.

## Fekvése, éghajlata
Vukovártól légvonalban 14, a közúton 17 km-re délnyugatra, Vinkovcétól 11 km-re délkeletre, községközpontjától 3 km-re délkeletre, a Nyugat-Szerémségben, a Báza síkjának észak szélén, a Vinkovce-Szávaszentdemeter vasútvonal mentén fekszik.

## Története
A község honlapja szerint a középkorban horvát katolikusok lakták, akik a török uralom idején (1526-tól 1691-ig) is megmaradtak. A falunak plébániája is volt. Amikor Szatán a török nyomására a plébánia működése megszűnt Szata is az itteni plébániához tartozott. Ennek a hagyománya a helyiek körében 1729-ig fennmaradt, amikor Bacsics Gábor prépost Pécsről egyházi vizitációra érkezett ide és ezeket feljegyezte. A középkori horvát lakosság a felszabadító háborúk során menekült el, így a falu a 17. század végére puszta lett. Vukovár töröktől történő felszabadítása után a lazi ferencesek a lakosság nagy részét Vukovárra vitték, a horvátok többi része pedig a szomszédos Jankovce (Ivanóc) és Slakovce falvakba költözött, ahol utódaik Lazanin vezetéknévvel a mai napig is élnek.
A falu nevének eredete a régi horvát „laz” szóból származik, amely a domboldalnak azt a részét jelenti, amely alkalmas a gyaloglásra (oplaz, lazina), azaz kissé magasabbról egy alacsonyabb terepszintre. A régi falu egy ilyen helyen, a mai Lazétól délre feküdt. Mivel a falu a törökök után elhagyatott maradt a 18. század elején Kelet-Boszniából, Bijeljina és Zvornik vidékéről, valamint Délnyugat-Magyarországról érkezett szerb családokkal telepítették be. Érkezéskor az új telepesek változtatták meg a falu nevét Lazról Lazére. 1719-ben egy fából készült templomot építettek, melyet a Szent Arkangyaloknak szenteltek és amelyet 1752. június 18-án szentelt fel Parthenius ortodox püspök. 1756-ban Lazéban 20 ortodoxok lakta ház volt. A parochiális pravoszláv templomot 1755-ben Jovan Popović parókus, míg a falut Stevan Manojlović, a Bródi határőrezred kilencedik századának őrmestere igazgatta. Ekkor a szomszédos Jankovce falu pravoszláv hívei is az itteni parókiához tartoztak, ahol 8 ortodox ház volt, de templom nélkül. 1766-ban Lazén 31, ortodoxok lakta ház állt. A parókiához tartoztak Ó- és Újjankovce, valamint Atak pravoszláv hívei is. Az első iskolát 1777-ben nyitották meg. A mai templomot 1792-ben építették.
Laze lakói kezdetben a vukovári uradalom jobbágyai, majd 1745-től a katonai igazgatás 1881-es teljes megszüntetéséig határőrök voltak, akik 16 és 60 életévük között kötelezve voltak a császári hadseregben a katonai szolgálatra. A Bródi határőrezred kilencedik századához tartoztak, amelynek székhelye Vinkovce volt. Részt vettek a Habsburg Birodalom szinte valamennyi háborújában. A katonai közigazgatást 1873-ban megszüntették, majd területét 1881-ben Szerém vármegyéhez csatolták. 
Az első katonai felmérés térképén „Laze” néven található. Lipszky János 1808-ban Budán kiadott repertóriumában „Laze” néven szerepel.Nagy Lajos 1829-ben kiadott művében „Laze” néven 112 házzal, 4 katolikus és 596 ortodox vallású lakossal találjuk. A falu 1891-ben vasúti összeköttetést kapott. A Vinkovcéről Szávaszentdemeterre vezető vasutat 1891. november 7-én adták át a forgalomnak. 
A településnek 1857-ben 711, 1910-ben 961 lakosa volt. Szerém vármegye Vukovári járásához tartozott. Az 1910-es népszámlálás adatai szerint lakosságának 87%-a szerb, 8%-a magyar, 3%-a horvát anyanyelvű volt. A település az első világháború után az új szerb-horvát-szlovén állam, majd később (1929-ben) Jugoszlávia része lett. 1941 és 1945 a Független Horvát Államhoz tartozott, majd a szocialista Jugoszlávia fennhatósága alá került. 1941-ben a falunak körülbelül 900 lakosa volt, ebből 300-an vettek részt a második világháború idején a nemzeti felszabadítási mozgalomban. Közülük 150-en estek el. A falu állandó menedék volt a partiszánok számára, akik „Kis Moszkvának” hívták. 1944. október 14-én az usztasák büntetőexpedíciót indítottak az itteni partizánfészek megsemmisítésére. Ennek során 56 falubelit gyilkoltak meg. 1991-től a független Horvátország része. 1991-ben lakosságának 94%-a szerb, 2%-a horvát nemzetiségű volt. A településnek 2011-ben 572 lakosa volt.

## Népessége

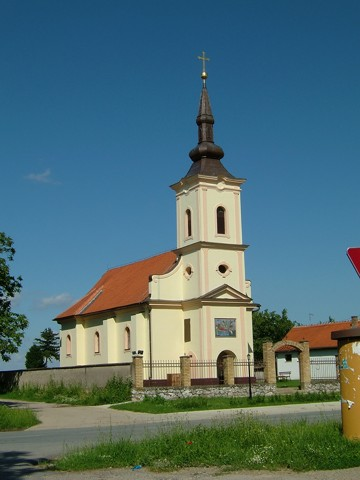
A pravoszláv templom

| Lakosság változása | Lakosság változása | Lakosság változása | Lakosság változása | Lakosság változása | Lakosság változása | Lakosság változása | Lakosság változása | Lakosság változása | Lakosság változása | Lakosság változása | Lakosság változása | Lakosság változása | Lakosság változása | Lakosság változása | Lakosság változása |
| ------------------ | ------------------ | ------------------ | ------------------ | ------------------ | ------------------ | ------------------ | ------------------ | ------------------ | ------------------ | ------------------ | ------------------ | ------------------ | ------------------ | ------------------ | ------------------ |
| 1857               | 1869               | 1880               | 1890               | 1900               | 1910               | 1921               | 1931               | 1948               | 1953               | 1961               | 1971               | 1981               | 1991               | 2001               | 2011               |
| 711                | 751                | 736                | 869                | 948                | 961                | 907                | 925                | 720                | 852                | 1.006              | 1.073              | 975                | 924                | 652                | 572                |

## Nevezetességei
A Legszentebb Istenanya születése tiszteletére szentelt szerb pravoszláv parochiális temploma 1792-ben épült barokk-klasszicista stílusban. Egyhajós épület félköríves apszissal, a főhomlokzat felett emelkedő harangtoronnyal. A torony földszintjén boltíves előcsarnok található, ezen keresztül lehet bemenni a templomba. Felette négyszögletes vakablak van elhelyezve. A főhomlokzat földszinti részét profilos falkoszorú választja el az attikától. Ennek magasságában a torony elülső részén timpanon látható. A homlokzatot sekély lizénák tagolják, melyek között félköríves záródású ablakok találhatók. A harangtornyot későbarokk laternás toronysisak fedi. A templomhajót baldahinos boltozat, a szentélyt félkupola fedi.
A településtől 4,6 km-re délre, a Báza (Bosut) magasított jobb partján egy négyzet alaprajzú középkori erőd találhatók. Az erőd mérete 60 x 60 m, 10 m széles és 2 m mély vizesárokkal rendelkezik. A helyszínt a második (1806-69) és a harmadik (1869-87) katonai felmérés térképén is jelölik. Az írásos forrásokkal való kapcsolata nincs teljesen tisztázva.

## Oktatás
A településen az ivanóci általános iskola területi iskolája működik.

## Sport
- Az NK Vidor Matijević labdarúgóklubot 1930-ban alapították. A horvátországi háború után 2004-ben alakult újra. A csapat a megyei 1. ligában szerepel.[10]

- ŠRD „Šaran” sporthorgászklub

## Egyesületek
- A rendelkezésre álló adatok szerint a „Sokol” vadásztársaságot 1930-ban alapították és 1978-ig számos szervezeti formában működött. 1991-ben megszűnt, majd 1999-ben újra folytatta működését. A társaság 1296 hektáros területen gazdálkodik. A háború előtti helyzethez képest a vadászterület jelentősen csökkent. A vadászház most a Slakovac vadászati társaság vadászterületén található. A társaság 20 tagú, és az elnök Radivoj Acimović.[11]

- Srijemske Laze nőegyesület